# Audition de sécurité de J. Robert Oppenheimer
Vous lisez un « bon article » labellisé en 2014.

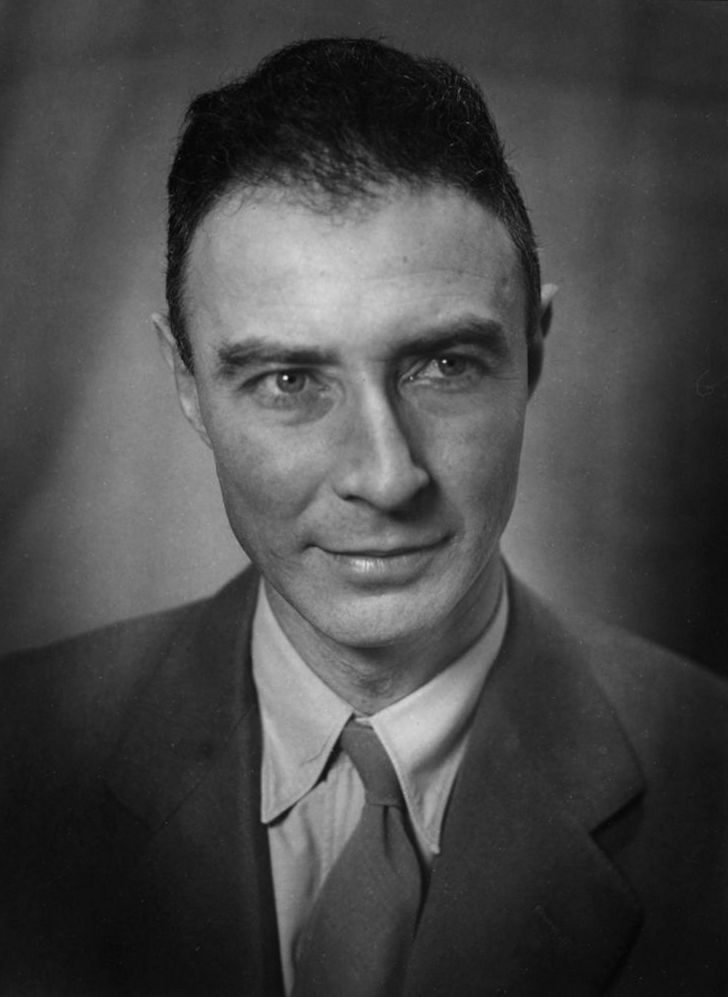
Le physicien Robert Oppenheimer vers 1944-1945.

L’audition de sécurité de J. Robert Oppenheimer (officiellement, « In the Matter of J. Robert Oppenheimer ») se déroule en avril 1954 à la suite d'allégations selon lesquelles le physicien Robert Oppenheimer, conseiller scientifique de la Commission de l'énergie atomique des États-Unis (AEC) et ancien directeur scientifique du projet Manhattan, est « un espion au service de l'Union soviétique ». En mai 1954, le comité d'audition conclut qu'Oppenheimer n'est plus apte à servir les États-Unis, décision confirmée par l'AEC le 29 juin de la même année.
L'audition est la conséquence d'une longue série de soupçons sur la loyauté du physicien et de ses liens présumés avec le Parti communiste des États-Unis d'Amérique. Les inquiétudes sont exacerbées par des conflits qu'il entretient avec des personnalités du domaine de l'énergie nucléaire aux États-Unis, dont Lewis Strauss, président de l'AEC qui milite pour le secret sur la technologie nucléaire, et le physicien Edward Teller, partisan de la mise au point de la bombe thermonucléaire.
L'audition débute le 12 avril 1954 devant un comité, le Personnel Security Board, puisqu'Oppenheimer refuse de renoncer à son habilitation de sécurité et qu'il conseille l'AEC en vertu d'un contrat qui se termine en juin de cette année-là. Plusieurs scientifiques, militaires et dirigeants témoignent devant le comité, qui décide de ne pas la lui rendre. En effet, même s'il est d'avis que le physicien a fait preuve de beaucoup de discrétion sur les secrets nucléaires américains, il juge qu'il représente un « risque pour la sécurité » nationale. Quelques semaines plus tard, l'AEC confirme cette décision, ce qui marque la fin officielle de la relation d'Oppenheimer avec le gouvernement des États-Unis.
Cette audition donne naissance à de nombreuses controverses sur le traitement qu'il a subi, qui serait le reflet de l'ambiance anticommuniste de l'époque aux États-Unis qui est en plein maccarthysme.

## Contexte
L'audition est la conséquence de plusieurs incidents dans le parcours personnel et professionnel de Robert Oppenheimer, qui remontent aux années 1930 lorsqu'il a été membre de différents groupes de pression gauchistes et qu'il a entretenu des liens avec des membres du Parti communiste des États-Unis d'Amérique (CPUSA). Sa femme Katherine, son frère Frank et l'épouse de ce dernier sont d'ailleurs membres du parti. Dans les années 1940, lorsqu'il est nommé directeur scientifique du projet Manhattan, les services de sécurité de l'armée américaine connaissent le passé militant du physicien. Le sentiment anticommuniste qui prévaut aux États-Unis après la Seconde Guerre mondiale ne peut que condamner les agissements antérieurs d'Oppenheimer. Finalement, en 1954, les autorités politiques américaines, sous la présidence de Dwight D. Eisenhower, craignent une infiltration de l'appareil d'État par des sympathisants communistes contrôlés par les Soviétiques (peur alimentée par le maccarthysme,).

### Affaire Chevalier
Depuis 1937, Robert Oppenheimer est un proche ami d'Haakon Chevalier, un professeur de littérature française qui enseigne à l'université de Californie à Berkeley. Deux ans plus tard, en septembre 1939, la Seconde Guerre mondiale éclate. À cette époque, les autorités américaines sont au courant du programme de recherches atomiques allemand, mais c'est seulement à partir de 1942 que l'armée américaine s'engage résolument dans les recherches atomiques. Bien que connaissant la proximité d'Oppenheimer avec certains partis gauchistes, le général Leslie Richard Groves le nomme directeur scientifique du projet Manhattan le 25 février 1943. Quelques jours plus tard, au cours d'un entretien informel, Chevalier lui fait part d'un échange qu'il a eu avec le scientifique britannique, George Eltenton qui s'offre à servir d'intermédiaire entre les États-Unis et leur allié soviétique en vue d'échanger des informations techniques. En effet, les États-Unis et l'Union Soviétique sont officiellement alliés contre l'Allemagne nazie depuis la rupture du pacte germano-soviétique (le 22 juin 1941). Cependant, Oppenheimer rejette cette proposition,.

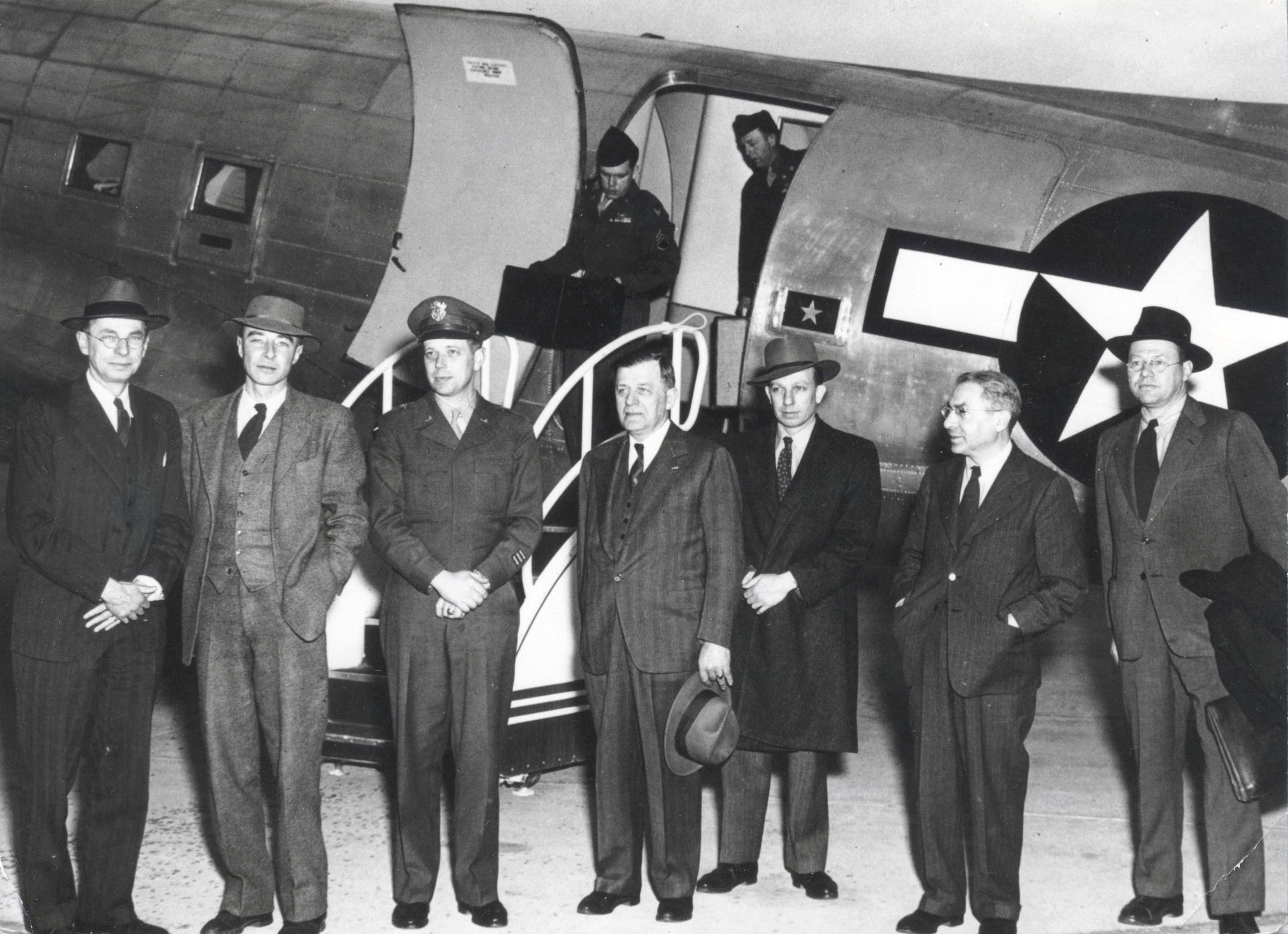
Le General Advisory Committee (GAC) 1947. De gauche à droite : James Bryant Conant, Robert Oppenheimer, le brigadier général James McCormack, Hartley Rowe, John H. Manley, Isidor Isaac Rabi et Roger S. Warner.

Cependant Oppenheimer omet de rapporter cette discussion au général Groves. C'est seulement en août 1943 qu'il confie à des officiers responsables de la sécurité du projet Manhattan que trois hommes travaillant au laboratoire national de Los Alamos ont été contactés dans le but de transmettre des secrets nucléaires à l'Union soviétique. Oppenheimer leur dit que le sympathisant communiste George Eltenton travaille chez Shell. Plus tard, lorsque le général Groves lui ordonne de désigner les trois hommes et lui promet en échange de ne pas transmettre leurs noms au FBI, Oppenheimer raconte toute l'histoire : il n'y a que son ami Haakon Chevalier qui l'a entretenu à ce sujet lors d'un repas. En 1947, Oppenheimer est encore interrogé sur cet incident et fait une déposition contradictoire. Un seul scientifique de Los Alamos aurait été contacté — lui-même —, par Chevalier qui aurait dit à l'époque connaître quelqu'un, Eltenton, pouvant servir d'intermédiaire avec les Soviétiques. Oppenheimer déclare qu'étant convaincu de la loyauté de Chevalier, il a inventé les autres scientifiques pour couvrir son confrère que les services secrets de l'armée auraient immanquablement identifié s'il avait évoqué une seule et unique personne. Par ailleurs, le général Groves juge Oppenheimer trop important pour l'effort de guerre allié pour le démettre de ses fonctions en se fondant sur des soupçons de trahison ; il est, selon lui, « absolument essentiel au projet ». L'histoire qu'Oppenheimer a inventée en 1943 et les modifications introduites dans ses dépositions successives seront mentionnées lors de l'audition.

### Conflits d'après-guerre
À partir de 1947, après la Seconde Guerre mondiale, Oppenheimer préside le General Advisory Committee (GAC, « Comité consultatif général »), un groupe de scientifiques qui conseille la Commission de l'énergie atomique des États-Unis (AEC). Il s'y fait de nombreux ennemis. Ayant découvert les liens du scientifique avec le CPUSAL, le FBI, sous les ordres de J. Edgar Hoover, le surveille continuellement depuis 1940. Le service de police judiciaire se dit prêt à livrer des informations incriminantes aux ennemis politiques d'Oppenheimer. Parmi ceux-ci se trouve Lewis Strauss, un commissaire de l'AEC qui, à la suite de l'opposition d'Oppenheimer au déploiement des bombes thermonucléaires et de l'humiliation qu'il lui a fait subir devant le Congrès des États-Unis quelques années plus tôt (Strauss s'opposant à l'exportation de tout matériel radioactif, même s'il ne peut servir qu'à des fins médicales), entretient depuis longtemps des soupçons à l'égard du physicien. Strauss et le sénateur Brien McMahon, auteurs de l’Atomic Energy Act de 1946, ont d'ailleurs recommandé au président des États-Unis Dwight D. Eisenhower de révoquer l'habilitation de sécurité d'Oppenheimer. Cette décision est issue d'une controverse sur les positions politiques d'anciens étudiants d'Oppenheimer, dont David Bohm, Joseph Weinberg et Bernard Peters.
En juin 1949, Oppenheimer témoigne devant l’House Un-American Activities Committee. Il reconnaît avoir eu des contacts avec le CPUSA dans les années 1930. Par ailleurs, sa femme Kitty, son frère Frank Oppenheimer et l'épouse de celui-ci, Jacquenette sont tous trois membres du CPUSA. Son frère Frank a été renvoyé de l'université Stanford pour avoir milité en faveur du communisme. Robert lui trouvera un emploi dans une autre université à la condition qu'il cesse toute activité politique.

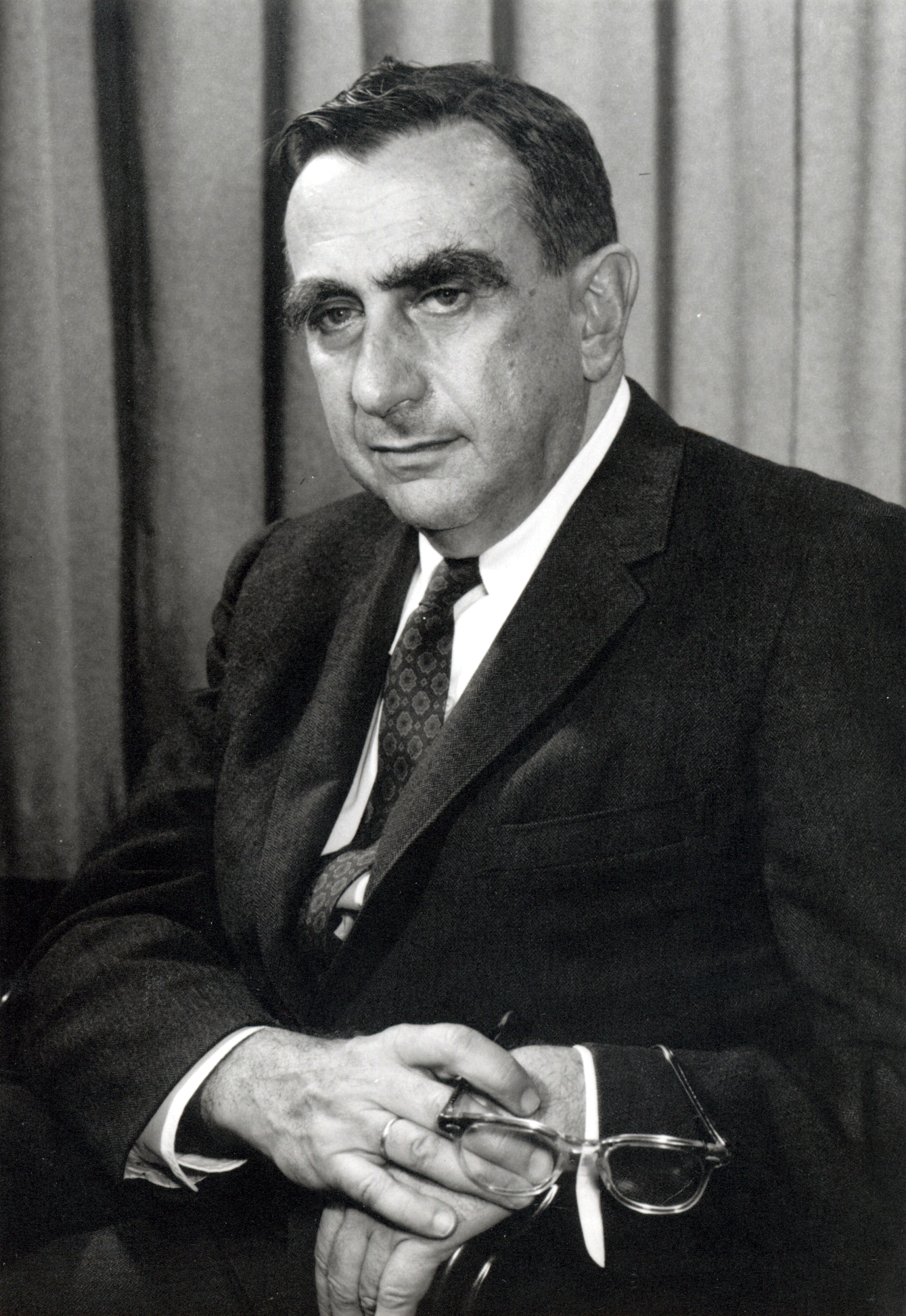
Edward Teller, qui a été en conflit avec Oppenheimer sur la poursuite des recherches sur la bombe thermonucléaire, témoigne contre son confrère lors de l'audition de 1954.

De 1949 à 1953, Oppenheimer s'est aussi impliqué dans plusieurs controverses. Edward Teller, indifférent à l'arme atomique lors de son passage au laboratoire national de Los Alamos pendant la Seconde Guerre mondiale, a reçu l'autorisation d'Oppenheimer de poursuivre des recherches sur l'arme thermonucléaire (alors qu'Oppenheimer aurait pu le congédier pour refus de participer à l'effort de guerre) et a quitté Los Alamos pour fonder en 1951 le futur laboratoire national Lawrence Livermore. Teller est donc libre de poursuivre ses travaux. C'est dans ce laboratoire qu'est mise au point la future bombe H qui peut être transportée par un aéronef ; l'armée de l'air américaine contrôle ce laboratoire. Oppenheimer, qui s'oppose à l'usage des bombes thermonucléaires, est partisan des armes tactiques (atomiques) qui sont utiles sur un théâtre d'opérations et donc intéressent l'armée de terre américaine. Lorsque Dwight D. Eisenhower devient président des États-Unis en 1952, l'armée de l'air exerce une influence prépondérante sur le gouvernement des États-Unis.

### Dénonciation de Borden
À la fin 1953, le directeur du FBI, J. Edgar Hoover, reçoit une lettre de William Borden, ancien conseiller en chef du Joint Committee on Atomic Energy. Dans sa lettre, Borden écrit qu'« en s'appuyant sur les études menées pendant des années sur les documents classés secrets, on peut avancer comme plus probable que l'hypothèse inverse que J. Robert Oppenheimer est un agent au service de l'Union soviétique,. » Les accusations émises dans cette lettre se fondent sur un dossier contenant des informations accumulées tout au long de onze ans de surveillance constante : de mars 1941 jusqu'en 1952, Oppenheimer est sur écoute téléphonique au bureau et à son domicile, son courrier est ouvert et ses rencontres sont épiées.
La lettre de Borden comprend ce passage :
1. Il est prouvé qu'à partir d'avril 1942 : (a) Il a mensuellement remis des sommes importantes au parti communiste ; (b) Il a maintenu ses liens avec le communisme malgré la signature du Pacte germano-soviétique et l'invasion soviétique de la Finlande ; (c) Sa femme et son jeune frère ont été communistes ; (d) Il n'a eu aucun ami proche sauf des communistes ; (e) Il a eu au moins une maîtresse communiste ; (f) En exceptant les associations professionnelles, il a été membre seulement d'organisations communistes ; (g) Les gens qu'il a recrutés pendant les premiers temps de la guerre pour le projet atomique à Berkeley ont exclusivement été communistes ; (h) Il a joué un rôle clé dans le recrutement de membres du parti communiste et (i) Il a régulièrement eu des échanges avec des agents soviétiques.
2. Il est prouvé que : (a) En mai 1942, il a soit cessé de contribuer au parti communiste, soit transmis ses contributions par un canal encore inconnu ; (b) En avril 1943, son nom a été formellement soumis à une enquête de sécurité ; (c) Il a été lui-même conscient à cette époque que son nom y a été soumis et (d) Il a sciemment et de façon répétée transmis de fausses informations au général Groves, au Manhattan District et au FBI pour la période allant de 1939 à avril 1942.
3. Il est prouvé que : (a) Pendant la guerre, il a embauché nombre de communistes à Los Alamos, certains n'ayant aucune compétence technique ; (b) Il a sélectionné l'un de ceux-ci pour rédiger l'histoire officielle de Los Alamos ; (c) Il a été un partisan enthousiaste du programme de développement de la bombe H jusqu'au 6 août 1945 (Hiroshima), jour à partir duquel il a personnellement invité le personnel expérimenté travaillant dans ce domaine à y renoncer et (d) Il a été un partisan enthousiaste du programme de la bombe A jusqu'à la fin de la guerre, moment où il a immédiatement prôné et de façon claire le démantèlement du laboratoire de Los Alamos.
4. Il est prouvé que : (a) Il a largement influencé les responsables militaires et la Commission de l'énergie atomique dans le but unique, ou presque, d'arrêter le développement de la bombe H à partir du milieu de 1946 jusqu'au 31 janvier 1950 ; (b) Il a travaillé sans relâche, à partir du 31 janvier 1950 et par la suite, pour retarder le programme de bombe H des États-Unis ; (c) Il a utilisé son énorme influence contre tout effort d'après-guerre pour augmenter les capacités de production du matériel servant à la bombe A ; (d) Il a utilisé son énorme influence contre tout effort d'après-guerre visant à accroître la quantité de matériaux bruts d'uranium et (e) Il a utilisé son énorme influence contre tout effort d'après-guerre pour développer les applications atomiques, dont le sous-marin nucléaire et les programmes d'aéronefs, tout comme les projets industriels de production d'énergie. »
La lettre conclut :
Ces accusations ne sont pas nouvelles, certaines étant connues depuis qu'Oppenheimer a été nommé responsable de recherches atomiques. Pourtant, personne n'a tenté jusqu'alors de lui retirer son habilitation de sécurité. Même si aucune preuve nouvelle n'est fournie, le président américain Eisenhower ordonne qu'un « mur opaque » soit dressé entre le scientifique et les secrets nucléaires du pays, car il craint une attaque du sénateur Joseph McCarthy (principal responsable du maccarthysme). Lorsque le physicien Abraham Pais informe son collègue Albert Einstein de ce qui se prépare, le savant allemand ne peut s'empêcher de rire et s'explique : « Tout ce qu'Oppenheimer avait à faire, c'était d'aller à Washington, de dire aux officiels qu'ils étaient des imbéciles et de rentrer chez lui... ».

## Audition
Le 21 décembre 1953, Lewis Strauss informe Robert Oppenheimer que son actuel statut va être réévalué pour deux raisons : à cause de la mise en place de nouveaux critères de sélection et parce qu'un ancien haut fonctionnaire a attiré l'attention des responsables sur ses agissements. Une lettre du général Kenneth Nichols, directeur général de l'AEC, esquisse les accusations qui seront portées contre lui. Strauss lui indique que son habilitation de sécurité est suspendue jusqu'à ce que soient traitées les accusations résumées dans la lettre et envisage avec lui l'hypothèse de sa démission.
Après avoir consulté deux avocats, Oppenheimer préfère se défendre. Il informe Strauss que certaines informations de la lettre de Nichols sont véridiques, d'autres erronées,.

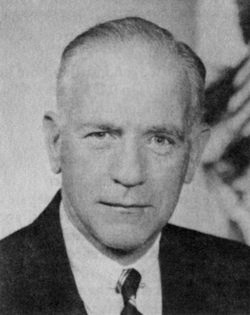
Gordon Gray, président de l'université de Caroline du Nord à l'époque, dirige l'audition.

### Déroulement
L'audition a lieu à proximité du Washington Monument dans un bâtiment qui abrite les bureaux de l'AEC. Elle débute le 12 avril 1954 et durera quatre semaines. L'AEC est représentée par Roger Robb, un avocat qui travaille à Washington, et Arthur Rolander. Les avocats d'Oppenheimer sont dirigés par Lloyd K. Garrison, un avocat réputé de New York. Gordon Gray, président de l'université de Caroline du Nord, dirige le comité d'audition, officiellement le Personnel Security Board (« Comité sur la sécurité du personnel »). Font également partie du comité, Thomas Alfred Morgan, industriel à la retraite, et Ward V. Evans, directeur du département de chimie de l'université Northwestern.
L'audition se déroule à huis clos. Dans un premier temps, le verbatim des témoignages n'est pas rendu public. Gray déclare qu'elle est « strictement confidentielle » et s'engage à ce qu'aucune information ne soit diffusée. Nonobstant ces déclarations, l'AEC publie une retranscription fidèle de l'audition quelques semaines après la fin des travaux. Oppenheimer et Garrison brisent alors le caractère confidentiel en confiant des informations au journaliste James Reston du New York Times. Celui-ci publie un article sur l'audition dès le 13 février.
Comme Robb, Garrison demande une habilitation de sécurité temporaire avant que l'audition ne commence. Cependant, aucune habilitation ne lui est accordée tant que dure l'audition. Les avocats d'Oppenheimer ne peuvent donc consulter les documents classés secret défense contrairement à Robb. À au moins trois reprises, Garrison et ses collègues quittent la pièce pour des raisons de sécurité, laissant Oppenheimer seul, en violation des règlements de l'AEC. À plusieurs reprises, Robb soumet les témoins d'Oppenheimer à un contre-interrogatoire en utilisant des documents classés secret défense, lesquels ne peuvent être consultés par les avocats d'Oppenheimer. Régulièrement, Robb les lit à voix haute en dépit de leur caractère secret.
L'ancien avocat général de l'AEC, Joseph Volpe, a vivement conseillé à Oppenheimer de prendre un avocat rigoureux et combatif. Garrison est aimable et cordial, alors que Robb se montre agressif. Garrison remet, spontanément, la liste de ses témoins, alors que Robb refuse de le faire, ce qui lui donne un avantage certain lorsqu'il soumet les témoins d'Oppenheimer à un contre-interrogatoire.
Avant l'audition, les membres du comité se sont réunis avec Robb pour analyser le contenu du dossier de surveillance du FBI. C'est possible parce que le blank pad rule, qui s'applique à la plupart des agences fédérales américaines en 1946, ne s'applique pas dans le cas de l'audition. Garrison a demandé l'autorisation de consulter le dossier, mais sa demande a été rejetée. À leur insu, les conversations d'Oppenheimer et de son avocat font régulièrement l'objet d'écoutes électroniques.

### Témoignages
L'audition se focalise sur les 24 allégations esquissées dans la lettre de 3 500 mots de Nichols, dont 23 portent sur les activités communistes et gauchistes d'Oppenheimer entre 1943 et 1946, ce qui comprend l'affaire Chevalier. La 24e allégation évoque son opposition au développement de la bombe thermonucléaire américaine. En autorisant l'étude de celle-ci, l'AEC altère la nature de l'audition, puisqu'elle ouvre la porte à une enquête sur ses activités de conseiller scientifique dans l'après-guerre.
Oppenheimer témoigne pendant 27 heures au total. Son comportement est radicalement différent de ceux dont il a fait preuve lors d'interrogatoires précédents, par exemple lorsqu'il a comparu devant l’House Un-American Activities Committee (HUAC). Quand il est soumis au contre-interrogatoire de Robb, qui use de son droit de consulter des documents classifiés (tel le dossier de surveillance), Oppenheimer est « souvent anxieux, parfois, de façon surprenante, confus, il s'excuse régulièrement pour ses activités antérieures et va même jusqu'à se blâmer lui-même ».
L'un des thèmes centraux de l'audition est le témoignage d'Oppenheimer à propos des tentatives de George Eltenton d'obtenir la collaboration de scientifiques œuvrant au laboratoire national de Los Alamos, une histoire qu'il a fabriquée de toutes pièces pour protéger son ami Haakon Chevalier. Les deux versions de ses déclarations ont été transcrites à la suite de ses interrogatoires voici une décennie. Au banc des témoins, il est très surpris lorsqu'il en reçoit le texte en mains propres, texte qu'il n'a pas eu l'occasion d'analyser. Interrogé par Robb, il admet qu'il a menti à Boris Pash, un officier du contre-espionnage militaire. À la question de savoir pourquoi il a inventé cette histoire de trois scientifiques qui ont été approchés en vue de livrer des renseignements, Oppenheimer répond : « Parce que j'ai été un imbécile. »
Robb questionne Oppenheimer sur sa vie privée, y compris sa relation avec Jean Tatlock, une communiste avec laquelle il a passé une nuit entière alors qu'il était marié,.

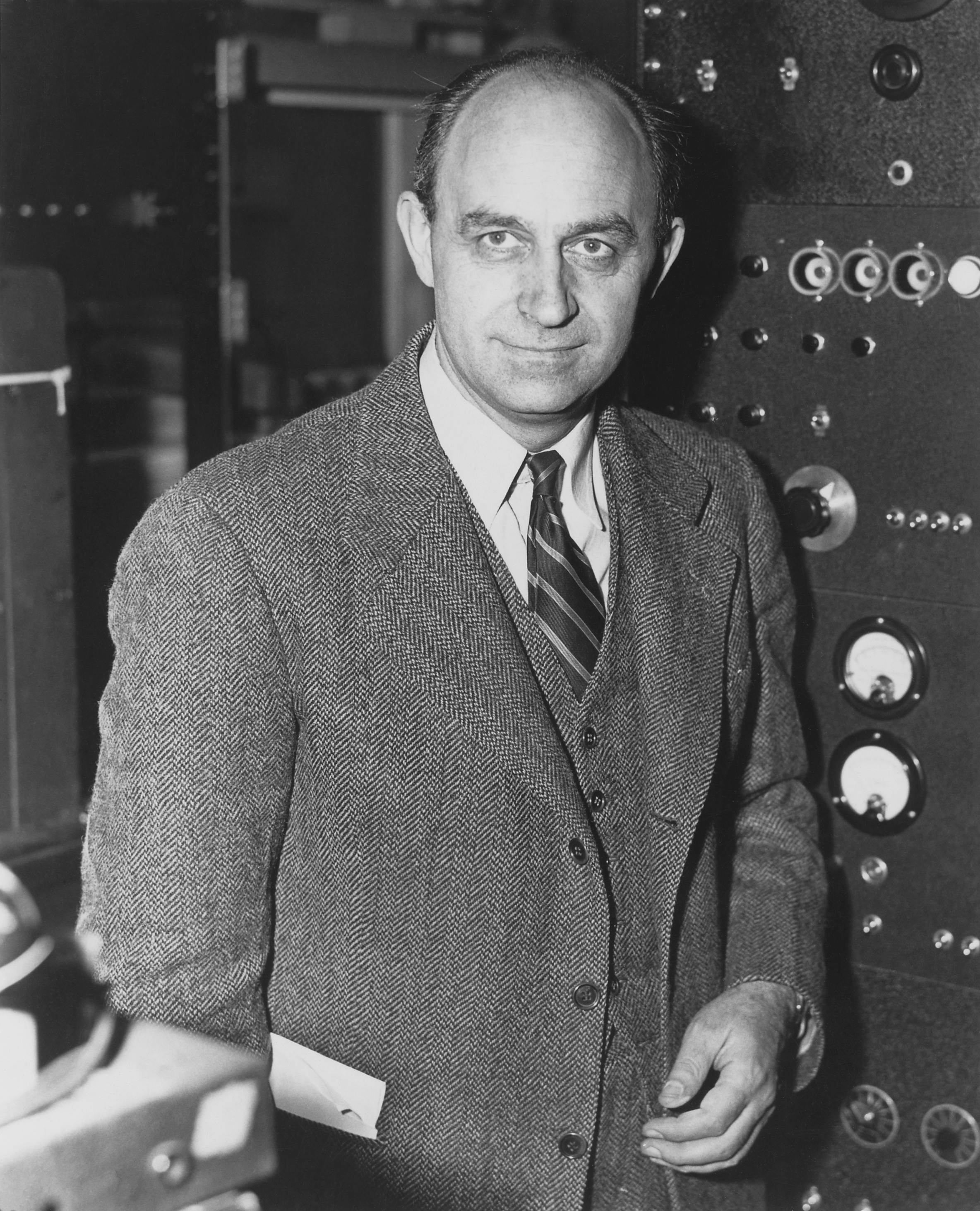
Le physicien Enrico Fermi, qui a joué un rôle essentiel dans la mise au point de l'arme atomique américaine, témoigne en faveur d'Oppenheimer.

Le général Leslie Richard Groves, qui témoigne pour le compte de l'AEC et donc contre Oppenheimer, confirme qu'embaucher Oppenheimer en tant que directeur scientifique du projet Manhattan était un bon choix. Groves est d'avis que le refus d'Oppenheimer de rapporter les propos de Chevalier est « typique, chez les jeunes Américains qui font ensemble leurs études, de leur tendance à considérer qu'il n'est pas loyal de rapporter sur le compte d'un ami . » Interrogé par Robb, Groves redit sa confiance en Oppenheimer et, qu'en appliquant les critères de sécurité de 1954, il ne donnerait pas l'habilitation au physicien. Selon Gregg Herken, Groves est favorable au physicien, mais Robb et Strauss font « quasiment chanter Groves pour l'empêcher de témoigner en faveur d'Oppenheimer ».
La majorité des questions posées au chercheur portent sur son rôle dans l'embauche de ses anciens étudiants Rossi Lomanitz (en) et Joseph Weinberg, deux membres du PCÉAU, au laboratoire national de Los Alamos.
Edward Teller est opposé à la tenue d'une audition de sécurité, pensant que c'est inapproprié, mais est miné par des conflits de longue date. Robb le convoque en tant que témoin devant le comité et, peu avant, Teller lit un dossier préparé par Robb dont plusieurs éléments mettent en cause Oppenheimer. Devant le comité, Teller le déclare loyal, mais « en de nombreuses occasions, j'ai vu le Dr Oppenheimer agir […] d'une façon qu'il m'était extrêmement difficile de comprendre. Je me suis trouvé en complet désaccord avec lui sur beaucoup de questions et ses actions m'ont franchement parues confuses et compliquées. Dans cette mesure, j'estime que je préférerais voir les intérêts vitaux de mon pays dans des mains que je comprendrais mieux, et en qui j'aurais donc plus confiance,. » À la question de savoir si Oppenheimer devrait récupérer son habilitation de sécurité, Teller répond : « s'il s'agit d'une question de sagesse et de jugement, alors, à en juger par ses actions depuis 1945, je dirais qu'il serait plus prudent de ne pas lui accorder cet accès. » Son témoignage provoque la colère de la communauté scientifique ; en conséquence, il est de facto ostracisé et exclu de celle-ci,. Également, les scientifiques Luis Walter Alvarez, Wendell Mitchell Latimer et David Grigs, en faveur du développement de la bombe à hydrogène, témoignent contre Oppenheimer.
Plusieurs scientifiques éminents, tout comme des membres en vue du gouvernement et de l'armée, témoignent en faveur d'Oppenheimer. Parmi eux, entre autres, Enrico Fermi, Isidor Isaac Rabi, Hans Bethe, John McCloy, James Bryant Conant et Vannevar Bush, tout comme deux anciens directeurs et trois anciens commissaires de l'AEC. Parmi les témoins, figure aussi l'ancien officier de renseignements de l'armée, John Lansdale, Jr., responsable de la surveillance et des enquêtes sur Oppenheimer pendant la guerre. Il affirme que le savant n'est pas un communiste et qu'il a été « loyal et discret ». Le physicien Ernest Orlando Lawrence fait savoir qu'il est incapable de témoigner en raison d'une maladie qui l'oblige à se reposer. Effectivement, le 26 avril, il souffre d'une colite, la plus sévère qu'il ait jamais connue, et son frère, médecin, lui a ordonné de rester à la maison.
L'audition se termine le 6 mai 1954 par le plaidoyer de Garrison. Il pose la question de savoir si l'accès d'Oppenheimer aux documents confidentiels met en danger la sécurité et la défense du pays. Il rappelle alors que le physicien a manipulé de tels documents pendant une décennie sans qu'il ne révèle quoi que ce soit. De plus, malgré une surveillance constante de onze ans, personne n'a pu faire la preuve qu'il ait fait fuiter des documents secrets.

## Décision du comité

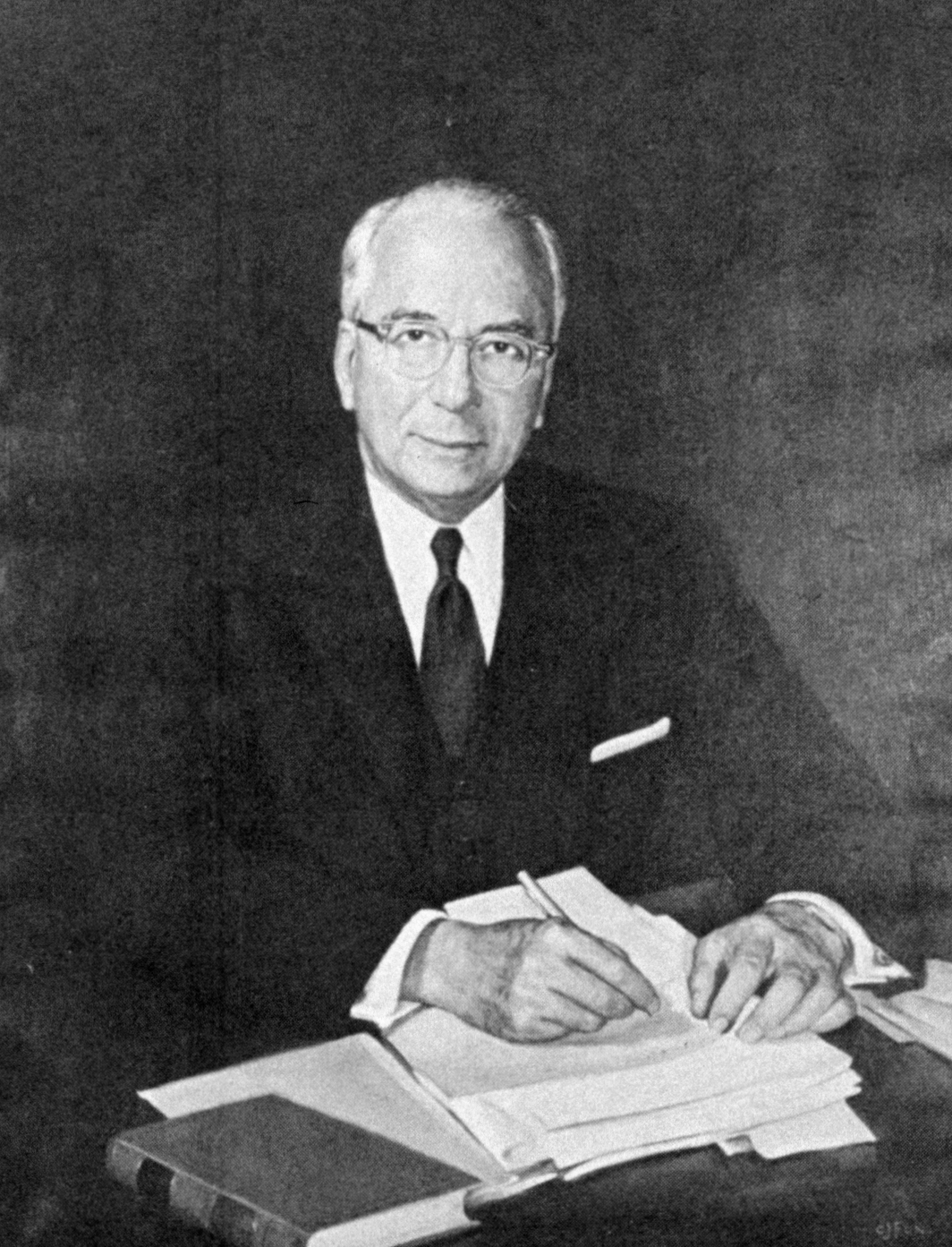
Le président de l'AEC, Lewis Strauss, un adversaire de longue date d'Oppenheimer, a révoqué l'habilitation de sécurité du scientifique.

Le Personnel Security Board fait connaître sa décision le 27 mai 1954 dans une lettre de 15 000 mots adressée au directeur général Nichols. Le comité considère que 20 des 24 allégations sont vraies ou substantiellement vraies. Il estime que, bien qu'Oppenheimer s'est opposé à la mise au point de la bombe thermonucléaire et que son manque d'enthousiasme a influencé les autres scientifiques, il n'a pas activement milité pour que les scientifiques ne travaillent pas à sa conception, contrairement à ce qu'affirme Borden dans sa lettre. Selon le comité, « il n'y a aucune preuve qu'il ait été, au sens strict membre du parti [communiste] », et conclut qu'il est un « citoyen loyal ». Il écrit qu'Oppenheimer « a fait preuve d'une grande discrétion, démontrant par là une aptitude inhabituelle à garder des secrets d'importance vitale », mais il a présenté « une tendance à se soumettre à la contrainte extérieure ou du moins à être influençable, durant plusieurs années,. »
Le comité déclare que la relation d'Oppenheimer à Haakon Chevalier « n'est pas du type de celles que notre système de sécurité puisse admettre chez une personne qui accède régulièrement aux informations les plus critiques,. » Le comité ajoute « que la conduite habituelle d'Oppenheimer est le résultat d'un manque grave de prise en compte envers les exigences de la sécurité nationale », ce qui peut faire peser de graves conséquences sur la sécurité du pays. Toujours selon le comité, son attitude envers le programme de développement de la bombe thermonucléaire soulève des doutes sur la pertinence de sa future participation, sans oublier qu'il n'a pas fait « montre de sincérité à plusieurs reprises  » lors de témoignages ou d'interrogatoires.
Le comité décide de ne pas maintenir l'habilitation de sécurité d'Oppenheimer par deux voix contre une.
Dans une courte opinion dissidente, Evans argue que l'habilitation d'Oppenheimer doit être rétablie. Il souligne que l'AEC connaissait la plupart des accusations lorsqu'il l'a obtenue en 1947 (époque où il est nommé au GAC), et que « lui refuser son habilitation maintenant pour le domaine dans lequel il l'a obtenue en 1947, quand nous savons avec certitude qu'il est un moindre danger pour la sécurité maintenant qu'auparavant, ne semble guère la procédure à suivre dans un pays libre. » Evans ajoute que son association avec Chevalier n'est pas un signe de déloyauté, et qu'il n'a pas entravé le développement de la bombe thermonucléaire. Il pense personnellement que « notre refus d'autoriser le Dr Oppenheimer entachera le blason de notre pays » et s'inquiète des effets d'une décision erronée sur le développement scientifique de la nation.
Oppenheimer, plutôt que de faire appel de la décision, demande directement à l'AEC de la confirmer, car c'est l'arbitre final dans ce genre d'affaires.

## Décision de l'AEC
Dans un mémorandum du 12 juin 1954, le directeur général Nichols recommande que l'habilitation de sécurité d'Oppenheimer ne lui soit pas rendue. Dans cinq conclusions, Nichols affirme que le chercheur est « un communiste dans tous les sens, excepté qu'il ne porte pas de carte du parti », que l'incident Chevalier est un indice qu'Oppenheimer « n'est pas fiable ou digne de foi » et que ses fausses déclarations sont similaires à des agissements criminels. Il mentionne que l'opposition d'Oppenheimer et son mépris pour la sécurité sont symptomatiques d'« un perpétuel mépris d'un système de sécurité raisonnable ». Le mémorandum n'est pas publié ni remis aux avocats d'Oppenheimer, qui n'est pas autorisé à se présenter devant les responsables de l'AEC.
Le 29 juin 1954, l'AEC soutient les conclusions du Personnel Security Board, cinq commissaires votant en faveur, un seul s'opposant. La décision est rendue 32 heures avant la fin du contrat de consultant d'Oppenheimer.
Dans la conclusion majoritaire, Lewis Strauss affirme qu'Oppenheimer a montré de « graves insuffisances de « caractère » ». Selon lui, le chercheur, de « par ses associations, a montré de façon répétée un mépris délibéré des obligations de sécurité normales et appropriées » et qu'il « s'est bien plus d'une fois soustrait aux obligations auxquelles  devraient et doivent se plier les citoyens au service de l'État,. »
Malgré la promesse de confidentialité, l'AEC publie la retranscription complète de l'audition en juin 1954, après que la presse a publié des articles. Selon l'historien Philip Stern, le geste de l'AEC vise à atténuer les critiques du public lorsqu'il apprend l'audition d'Oppenheimer.

## Suites
La majorité de la communauté scientifique américaine voit en Robert Oppenheimer une victime du maccarthysme, un intellectuel libéral qui a subi des attaques injustifiées d'adversaires désireux d'en découdre et emblématique de la transition du monde académique au domaine militaire. Le physicien John von Neumann résumera son opinion de l'audition par l'AEC en déclarant devant un comité de la Chambre des représentants : « En Angleterre, Oppenheimer aurait été fait chevalier,. » Et, en conséquence, « placé au-dessus de toute censure ». Le diplomate George F. Kennan lui suggérera de se rendre en Europe, « où n'importe quelle université serait ravie de l'accueillir ». Oppenheimer répliquera, les larmes aux yeux : « Nom de dieu, il se trouve que j'aime ce pays ! » Sa famille, plus particulièrement ses deux enfants, est profondément affectée et subira les séquelles psychologiques de cette affaire pendant des années. Le scientifique est dorénavant écarté de tout emploi au sein du gouvernement fédéral américain.

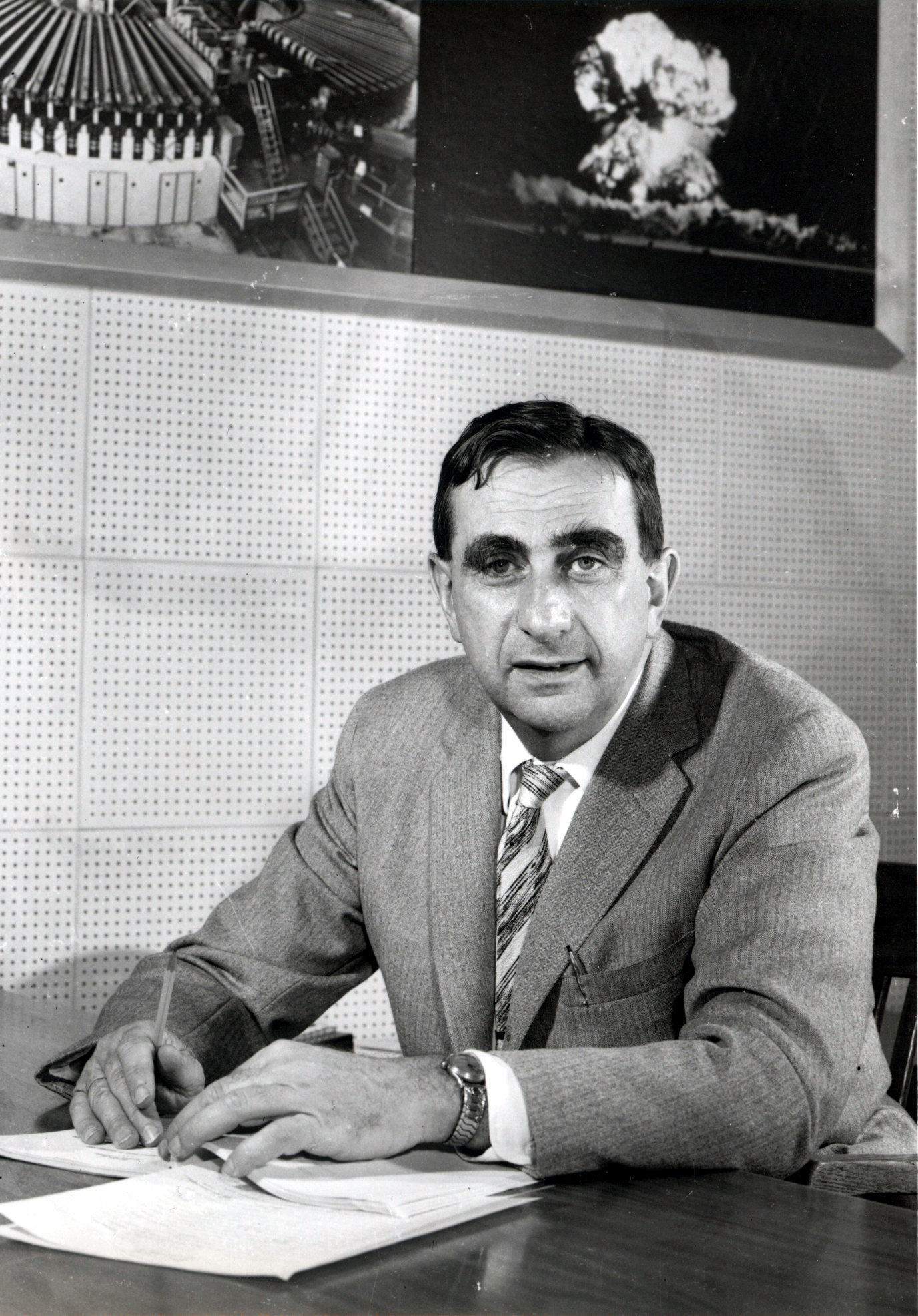
Le physicien Edward Teller en 1958.

Dans le grand public et les médias, l'affaire Oppenheimer serait révélatrice du conflit qui oppose les partisans du pouvoir militaire (dont Edward Teller est le symbole) et les intellectuels de gauche (symbolisés par Robert Oppenheimer) à propos de l'opportunité de posséder des armes de destruction massive. Plusieurs historiens contestent cette vision réductrice. En 1964, quand le dramaturge allemand Heinar Kipphardt met en scène une pièce sur l'événement, Oppenheimer réagit avec amertume en apprenant qu'il est décrit comme un martyr : « Toute cette maudite chose [NdE : l'audition de sécurité] était une farce, et ces personnes essaient d'en faire une tragédie,. »
Dans un article du magazine Time de mai 2005, le critique littéraire Richard Lacayo commente deux ouvrages récemment parus : « En ce qui concerne l'effort engagé pour démontrer qu'il a été membre du parti, et beaucoup moins pour ses activités d'espionnage, l'enquête a été un échec. Son objectif a été plus large, cependant : punir le plus éminent des citoyens qui ont critiqué la décision des États-Unis de passer des armes atomiques à la bombe H, arme plus destructrice. » D'après lui, à la suite de l'audition, Oppenheimer se fera plus discret sur une politique nucléaire plus sensée.
L'historien Richard Polenberg, faisant observer qu'Oppenheimer a témoigné sur les activités gauchistes de ses collègues, fait l'hypothèse que, si l'habilitation d'Oppenheimer lui avait été rendue, il aurait été étiqueté comme celui qui « a vendu ses collègues » pour maintenir sa réputation.
Dans un ouvrage publié en 2002, Gregg Herken, un historien de la Smithsonian Institution, en s'appuyant sur de nouveaux documents, soutient qu'Oppenheimer a été membre du parti communiste. Lors d'un congrès au Wilson Center le 20 mai 2009, en se référant à une analyse approfondie des carnets d'Alexandre Vassiliev (qui contiennent des informations tirées des archives du KGB), John Earl Haynes, Harvey Klehr et Alexandre Vassiliev concluent qu'Oppenheimer n'a jamais espionné pour le compte des Soviétiques. Le KGB a tenté à plusieurs reprises de le recruter, sans succès. Les documents publiés par le KGB après la dislocation de l'URSS (archives soviétiques) et les retranscriptions du projet Venona vont à l'encontre des accusations d'espionnage. Par ailleurs, Oppenheimer a régulièrement demandé le renvoi d'employés du projet Manhattan favorables à l'Union soviétique.
Même s'il a reçu le prix Enrico-Fermi en 1963 des mains du président Lyndon B. Johnson, son habilitation de sécurité ne lui a pas été restituée de son vivant. L'habilitation est rétablie à titre posthume en décembre 2022.

## Dans la culture
Le scénariste allemand Heinar Kipphardt publie le scénario d'une pièce de théâtre, Le Dossier Oppenheimer (de), en 1964, mise en scène à l'international par Erwin Piscator, Giorgio Strehler ou Jean Vilar. Oppenheimer conteste la pièce, menaçant l'auteur de poursuites judiciaires et dénonçant des « improvisations qui sont contraires à l'histoire et à la nature des personnes impliquées », y compris le portrait que la pièce fait de lui, une personne considérant la bombe comme l'« œuvre du diable ». Dans sa lettre à Kipphardt, il écrit : « Vous avez certainement oublié Guernica, Dachau, Coventry, Belsen, Varsovie, Dresde et Tokyo. Pas moi,. » Kipphardt offre de faire des corrections, mais défend son travail. La première se déroule à Broadway en juin 1968. Le critique de théâtre Clive Barnes, du New York Times, la qualifie de « pièce colérique et partisane » qui prend parti pour Oppenheimer, qui apparaît comme un « fou tragique et génial ».
L'audition est aussi évoquée dans la série télévisée de la BBC Oppenheimer, diffusée en 1980, qui met en vedette Sam Waterston dans le rôle-titre et David Suchet (Teller). La même année, la série gagne trois BAFTA Awards sur les sept décernés. En 2009, le réseau américain PBS diffuse The Trials of J. Robert Oppenheimer (trials peut se traduire comme « Procès », « Essais », « Épreuves » ou « Tribulations »), un téléfilm de deux heures qui retrace à travers des entrevues et de courtes représentations le parcours de Robert Oppenheimer, y compris les raisons qui ont mené à son audition de sécurité.
En 2023, le film américano-britannique Oppenheimer de Christopher Nolan met longuement en scène cette audition.

### Citations originales
1. ↑  (en) « based upon years of study, of the available classified evidence, that more probably than not J. Robert Oppenheimer is an agent of the Soviet Union »
2. ↑  (en) « This opinion considers the following factors, among others.

1. The evidence indicating that as of April 1942: (a) He was contributing substantial monthly sums to the Communist Party; (b) His ties with communism had survive the Nazi-Soviet Pact and the Soviet attack upon Finland; (c) His wife and younger brother were Communists; (d) He had no close friends except Communists; (e) He had at least one Communist mistress; (f) He belonged only to Communist organizations, apart from professional affiliations; (g) The people whom he recruited into the early wartime Berkeley atom project were exclusively Communists; (h) He had been instrumental in securing recruits for the Communist Party, and (i) He was in frequent contact with Soviet Espionage agents.

2. The evidence indicating that: (a) In May 1942, he either stopped contributing funds to the Communist Party or else made his contributions though a new channel not yet discovered; (b) In April 1943 his name was formally submitted for security clearance; (c) He himself was aware at the time that his name had been so submitted and (d) He thereafter repeatedly gave false information to General Groves, Manhattan District, and the FBI concerning the 1939-April 1942 period.

3. The evidence indicating that: (a) He was responsible for employing a number of Communists, some of them not technical, at wartime Los Alamos; (b) He selected one such individual to write the official Los Alamos history; (c) He was a vigorous supporter of the H-bomb program until August 6, 1945, (Hiroshima), on which day he personally urged each senior individual working in this field to desist; and (d) He was an enthusiastic sponsor of the A-bomb program until the war ended, when he immediately and outspokenly advocated the Los Alamos Laboratory be disbanded.

4. The evidence indicating that: (a) He was remarkably instrumental in influencing the military authorities and the Atomic Energy Commission essentially to suspend H-bomb development from mid-1946 through January 31, 1950. (b) He has worked tirelessly, from January 31, 1950, onward to retard the United States H-bomb program; (c) He has used his potent influence against every postwar effort to expand capacity for producing A-bomb material; (d) He has used his potent influence against every postwar effort directed at obtaining larger supplies of uranium raw material; and (e) He has used his potent influence against every major postwar effort toward atomic power development, including the nuclear-powered submarine and aircraft programs as well as industrial power projects. »
3. ↑  (en) « 1. Between 1939 and mid-1942, more probably than not, J. Robert Oppenheimer was sufficiently hardened Communist that he either volunteered espionage information to the Soviets or complied with a request for such information. (This includes the possibility that when he singled out the weapons aspect of atomic development as his personal specialty, he was acting under Soviet instructions.) 2. More probably than not, he has since been functioning as an espionage agent; and 3. More probably than not, he has since acted under a Soviet directive in influencing United States military, atomic energy, intelligence, and diplomatic policy. »
4. ↑  (en) « often anguished, sometimes surprisingly inarticulate, frequently apologetic about his past and even self-castigating »
5. ↑  (en) « the typical American school boy attitude that there is something wicked about telling on a friend. »
6. ↑  (en) « there is no evidence that he was a member of the [Communist] party in the strict sense of the word »
7. ↑  (en) « had a high degree of discretion, reflecting an unusual ability to keep to himself vital secrets »
8. ↑  (en) « a tendency to be coerced, or at least influenced in conduct, for a period of years. »
9. ↑  (en) « is not the kind of thing that our security system permits on the part of one who customarily has access to information of the highest classification. »
10. ↑  (en) « Oppenheimer's continuing conduct reflect a serious disregard for the requirements of the security system »
11. ↑  (en) « less than candid in several instances »
12. ↑  (en) « to deny him clearance now for what he was cleared for in 1947, when we must know he is less of security risk now than he was then, seems to be hardly the procedure to be adopted in a free country. »
13. ↑  (en) « our failure to clear Dr. Oppenheimer will be black mark on the escutcheon of our country »
14. ↑  (en) « a Communist in every sense except that he did not carry a party card »
15. ↑  (en) « is not reliable or trustworthy »
16. ↑  (en) « a consistent disregard of a reasonable security system »
17. ↑  (en) « in his associations had repeatedly exhibited a willful disregard of the normal and proper obligations of security »
18. ↑  (en) « has defaulted not once but many times upon the obligations that should and must be willingly borne by citizens in the national service. »
19. ↑  (en) « In England, Oppenheimer would have been knighted. »
20. ↑  (en) « The whole damn thing [his security hearing] was a farce, and these people are trying to make a tragedy out of it. »
21. ↑  (en) « As an effort to prove that he had been a party member, much less one involved in espionage, the inquest was a failure. Its real purpose was larger, however: to punish the most prominent American critic of the U.S. move from atomic weapons to the much more lethal hydrogen bomb. »
22. ↑  (en) « improvisations which were contrary to history and to the nature of the people involved »
23. ↑  (en) « work of the devil »
24. ↑  (en) « You may well have forgotten Guernica, Dachau, Coventry, Belsen, Warsaw, Dresden and Tokyo. I have not. »
25. ↑  (en) « angry play and a partisan play »
26. ↑  (en) « tragic fool and genius »

### Différences
1. ↑  Ce passage est traduit différemment dans De Maria 2001, p. 93.